# Interval Leisure Group
Die Interval Leisure Group (ILG) ist ein weltweit tätiger Tourismuskonzern mit Hauptsitz in Miami (Florida) und Zweigstellen in 15 Ländern. Das Unternehmen erwirtschaftete 2015 mit rund 5.600 Mitarbeitern einen Umsatz von 697 Mio. US-Dollar.
Über das Segment Interval International bietet ILG seinen rund zwei Millionen Mitgliedern im Rahmen des Ferienwohnrechtskonzepts die Möglichkeit, mehr als 2.500 direkt angeschlossenen Hotels und Ferienanlagen zu buchen. Durch zusätzliche Partnerprogramme stehen insgesamt mehr als 3.000 Anlagen in über 80 Ländern zur Verfügung. Das zweite relevante Unternehmenssegment firmiert unter Aqua-Aston Hospitality (früher: ResortQuest Hawaii) und leistet Tourismusmanagementservices vor allem auf Hawaii.